# بیمارستان سوانح سوختگی گناوه
بیمارستان سوانح سوختگی یا (بیمارستان چرومی) واقع در استان بوشهر، شهرستان گناوه بیمارستانی است دانشگاهی و درمانی وابسته به دانشگاه علوم پزشکی بوشهر با ۵۰ تخت در سال ۱۳۶۸ تأسیس گردید.
هم اکنون این بیمارستان دارای بخش‌های سوختگی، ICU، اتاق عمل، اورژانس و دیگر واحدهای پاراکلینیکی و درمانگاهی می‌باشد.